# Munich Thunder
I Munich Thunder sono stati una squadra di football americano di Monaco di Baviera, in Germania, fondata nel 1994. Hanno partecipato all'edizione 1994 della FLE.

## Dettaglio stagioni

### Tornei internazionali

#### Football League of Europe
| Stagione | regular season | regular season | regular season | regular season | regular season | regular season | playoff | playoff | playoff | playoff | playoff | playoff    | playoff             |
|          | Vin            | Par            | Per            | Tot            | PF             | PS             | Vin     | Per     | Tot     | PF      | PS      | risultato  | avversaria          |
| -------- | -------------- | -------------- | -------------- | -------------- | -------------- | -------------- | ------- | ------- | ------- | ------- | ------- | ---------- | ------------------- |
| 1994     | 7              | 0              | 2              | 9              | 253            | 210            | 0       | 1       | 1       | 26      | 29      | Semifinale | Hamburg Blue Devils |
| Totale   | 7              | 0              | 2              | 9              | 253            | 210            | 0       | 1       | 1       | 26      | 29      |            |                     |

Fonti: Enciclopedia del Football - A cura di Roberto Mezzetti

### Riepilogo fasi finali disputate
| Anno | Luogo   | Evento          | Fase del torneo | Incontro                             | Risultato |
| 1994 | Amburgo | Euro Super Bowl | Semifinale      | Hamburg Blue Devils - Munich Thunder | 29 - 26   |